# Lac de Chamboux
Le lac de Chamboux est un lac artificiel d'environ 75 ha situé sur le cours du Ternin, affluent de l'Arroux, dans le Morvan et en Côte-d'Or.

## Histoire
Construit en 1984 à cheval sur les territoires des communes de Champeau-en-Morvan et Saint-Martin-de-la-Mer au sud-ouest de Saulieu dans un secteur où se trouvent de nombreux étangs, il est le plus récent des six grands lacs du Morvan et sert de réserve d'eau potable.

## Caractéristiques
Par un barrage en terre long de 310 m et haut de 16 m, il est constitué de trois plans d'eau séparés par deux digues supportant des routes.

## Activités

### Randonnée
Un sentier de 8 km permet de faire le tour du lac, lequel emprunte en partie le GR de pays du Tour du Morvan au sud-est du Lac.

### Baignade
La baignade est autorisée sous la responsabilité des baigneurs, réglementée par des panneaux. Elle est interdite à proximité de la tour de prise d'eau.

### Pêche
Sont notamment présents des brochets, carpes, gardons, tanches...

## Galerie

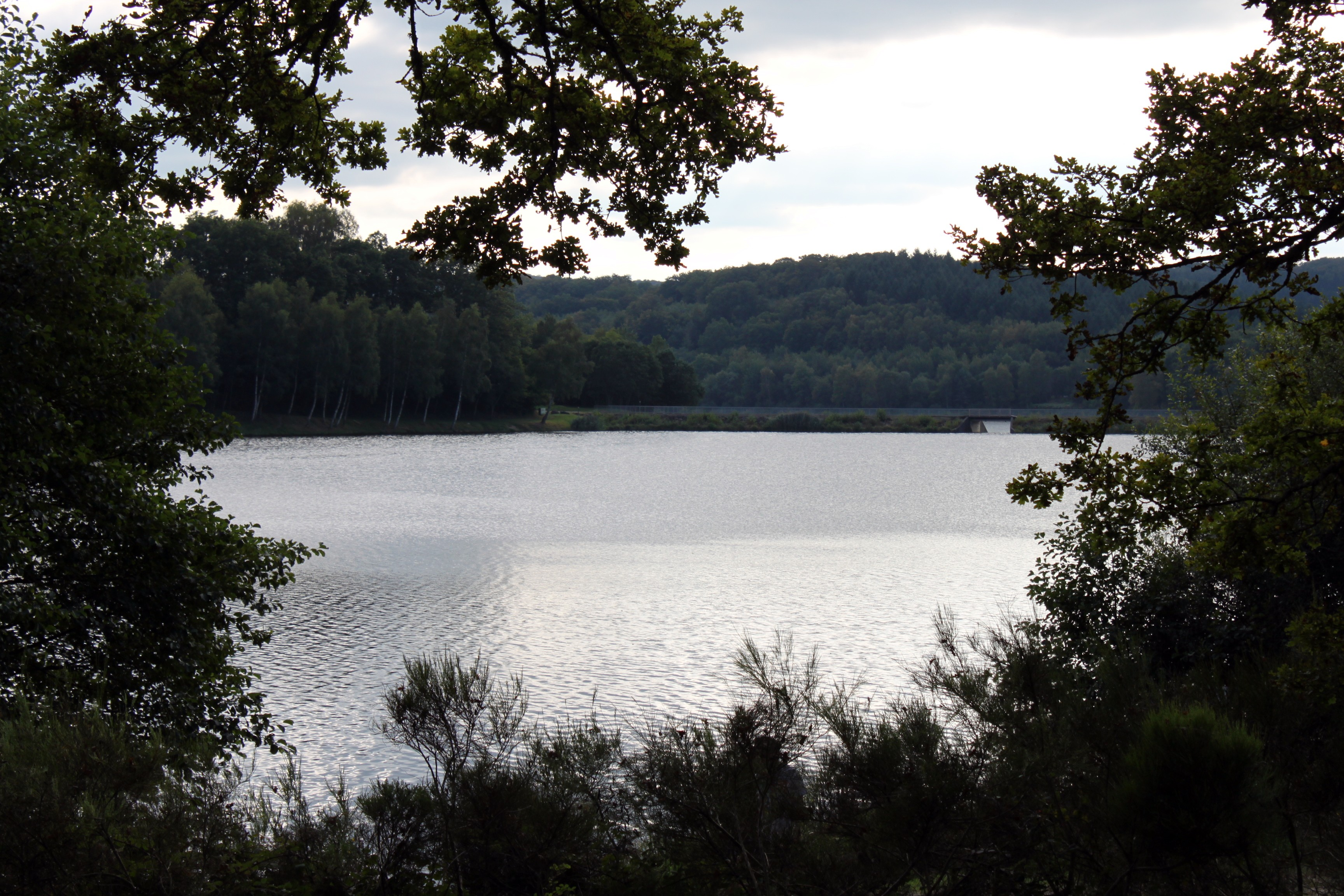
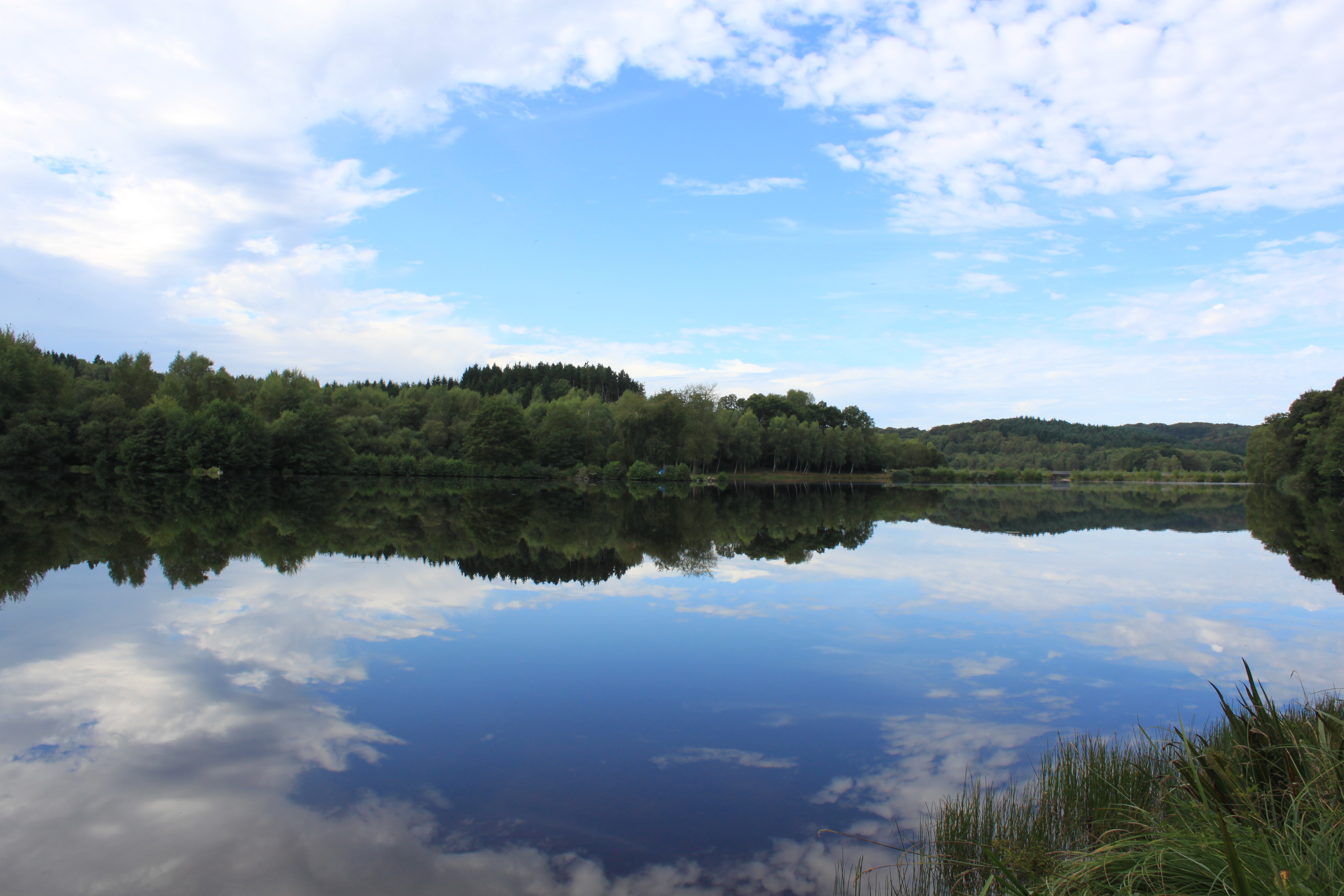
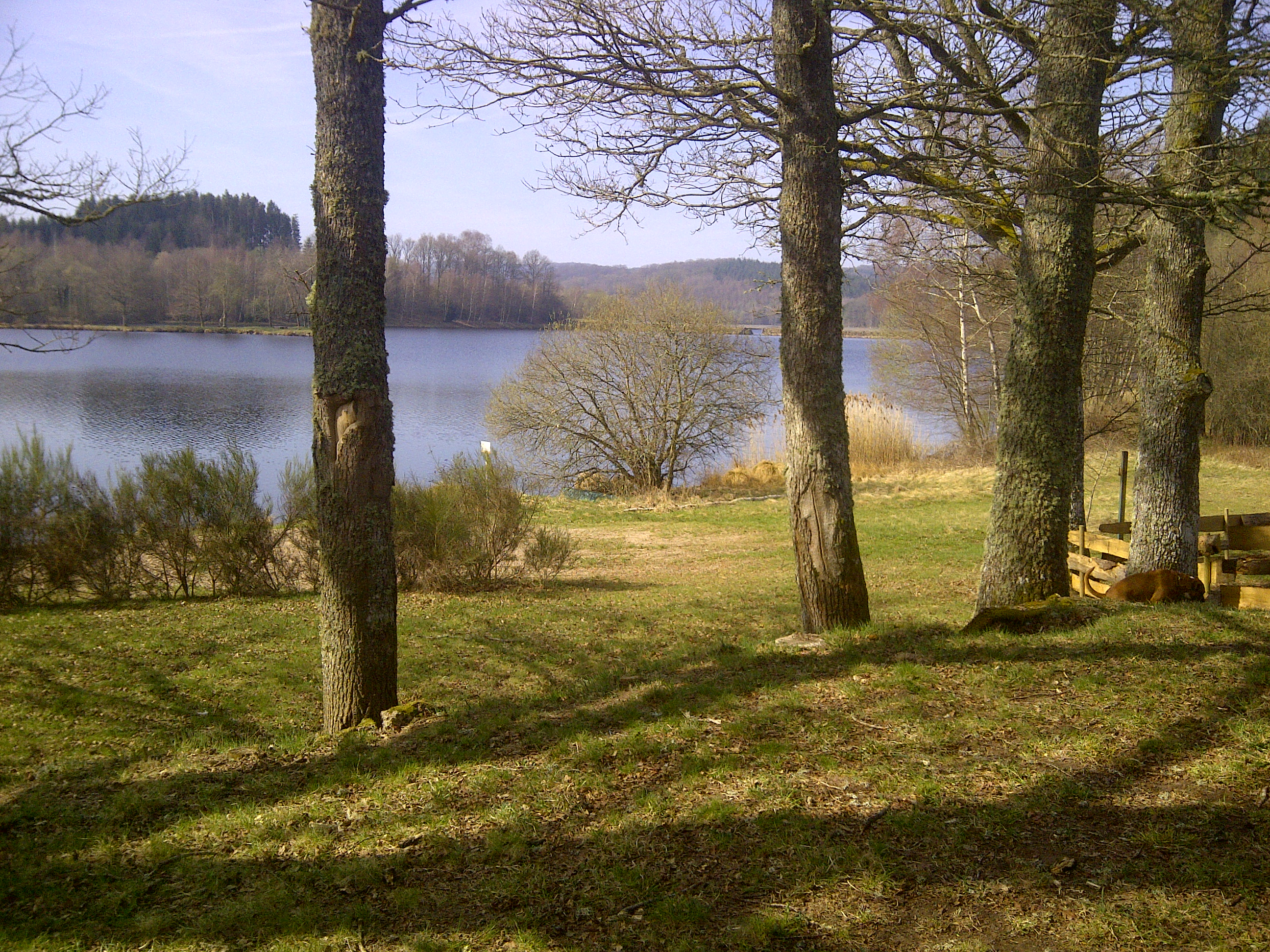
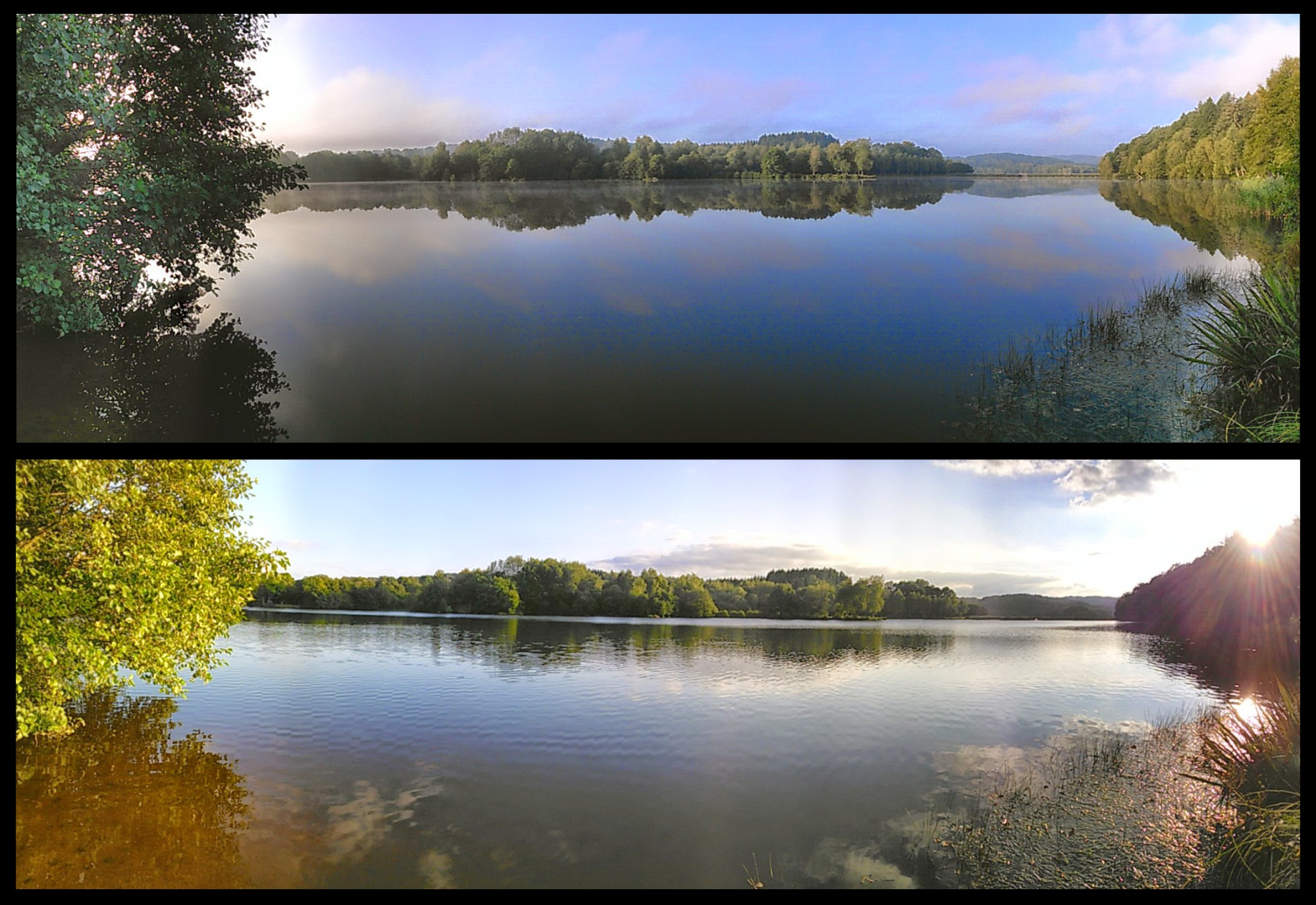

## Évolution du volume du réservoir
| année / mois                                         | jan.       | fév.       | mar.       | avr.       | mai.       | jui.       | jui.       | aoû.       | sep.       | oct.       | nov.       | déc. |
| ---------------------------------------------------- | ---------- | ---------- | ---------- | ---------- | ---------- | ---------- | ---------- | ---------- | ---------- | ---------- | ---------- | ---- |
| 2008 (en millions de m³) (% de la capacité maximale) | 3,06 (85%) | 3,10 (86%) | 3,20 (89%) | 3,20 (89%) | 3,28 (91%) | 3,20 (89%) | 3,20 (89%) | 3,22 (89%) | 3,20 (89%) | 3,34 (93%) | 3,32 (92%) |      |